# Reprezentacja Polski w fistballu kobiet
Reprezentacja Polski w fistballu kobiet – zespół fistballu, reprezentujący Rzeczpospolitą Polską w meczach i sportowych imprezach międzynarodowych, powoływany przez selekcjonera, w którym mogą występować wyłącznie zawodniczki posiadające obywatelstwo polskie. Za jego funkcjonowanie odpowiedzialny jest Polskie Stowarzyszenie Fistballu.

## Historia
W 2017 r. zostało utworzone Polskie Stowarzyszenie Fistballu, a rok później w 2018 powołano reprezentację Polski w fistballu kobiet, która zgłosiła się na turniej Mistrzostw świata, organizowanych przez Międzynarodową Federację Fistballu (IFA) w austriackim Linzu, gdzie zajęła końcowe 6.miejsce wśród 11 drużyn. W następnym roku reprezentacja debiutowała w Mistrzostwach Europy w czeskim Lázně Bohdaneč, zajmując końcową piątą pozycję wśród 9 zespołów. W 2023 roku po raz drugi wzięła udział w Mistrzostwach Europy, zajmując znów piąte miejsce.

## Selekcjonerzy
| Imię i nazwisko | Okres pracy |
| --------------- | ----------- |
| Mario Schmidt   | 2018–       |

## Rozgrywki międzynarodowe

### Mistrzostwa świata
| Mistrzostwa świata | Mistrzostwa świata      | Mistrzostwa świata      | Mistrzostwa świata      | Mistrzostwa świata      | Mistrzostwa świata |
| Gospodarz – Rok    | Wynik                   | M                       | Sety                    | Pkt                     | Selekcjonerzy      |
| ------------------ | ----------------------- | ----------------------- | ----------------------- | ----------------------- | ------------------ |
| Austria – 2018     | 6. miejsce              | 10                      | 10:18                   | 6                       | Mario Schmidt      |
| Austria – 2021     | Nie zakwalifikowała się | Nie zakwalifikowała się | Nie zakwalifikowała się | Nie zakwalifikowała się |                    |
| Argentyna - 2024   |                         |                         |                         |                         |                    |
| Razem              | 1 z 2 turniejów         | 10                      | 10:18                   | 6                       |                    |

### Mistrzostwa Europy
| Mistrzostwa Europy | Mistrzostwa Europy | Mistrzostwa Europy | Mistrzostwa Europy | Mistrzostwa Europy | Mistrzostwa Europy |
| Gospodarz – Rok    | Wynik              | M                  | Sety               | Pkt                | Selekcjonerzy      |
| ------------------ | ------------------ | ------------------ | ------------------ | ------------------ | ------------------ |
| Czechy – 2019      | 5. miejsce         | 5                  | 6:7                | 4                  | Mario Schmidt      |
| Austria – 2024     | 5. miejsce         | 6                  | 14:7               | 8                  | Robert Szcerbaniuk |
| Niemcy - 2027      |                    |                    |                    |                    |                    |
| Razem              | 2 z 2 turniejów    | 11                 | 20:14              | 12                 |                    |

### World Games
- nie brała udziału w turnieju fistballu w World Games.